# Гиликис, Видмантас
Видмантас Гиликис (лит. Vidmantas Gylikis; род. 25 февраля 1954, Вилькишкяй) — литовский скульптор; профессор.

## Биография
В 1984 году окончил Художественный институт Литовской ССР. С 1984 того же года участвовал в выставках и симпозиумах скульпторов в Литве и в других странах (Болгария, 1989; Чехия, 1991; Швеция, 1994; Дания, 1997; Франция, 1997; Венесуэла, 1998; Южная Корея, 1999; Нидерланды, 2000). Персональные выставки проходили в Вильнюсе (1992, 1994—1997, 1999, 2004, 2006, 2008). В 1997 году стажировался в Центре искусств Северных стран в Дале (Норвегия; Nordic Artists’ Centre Dale).
С 1993 года преподаёт в Вильнюсском техническом университет Гедимина; доцент (2000), профессор (2014).
Победитель международных конкурсов на памятник королеве Морте в Аглоне (Латвия, 2011) и увековечение борцов за свободу Литвы на Лукишской площади в Вильнюсе (2013).

## Творчество

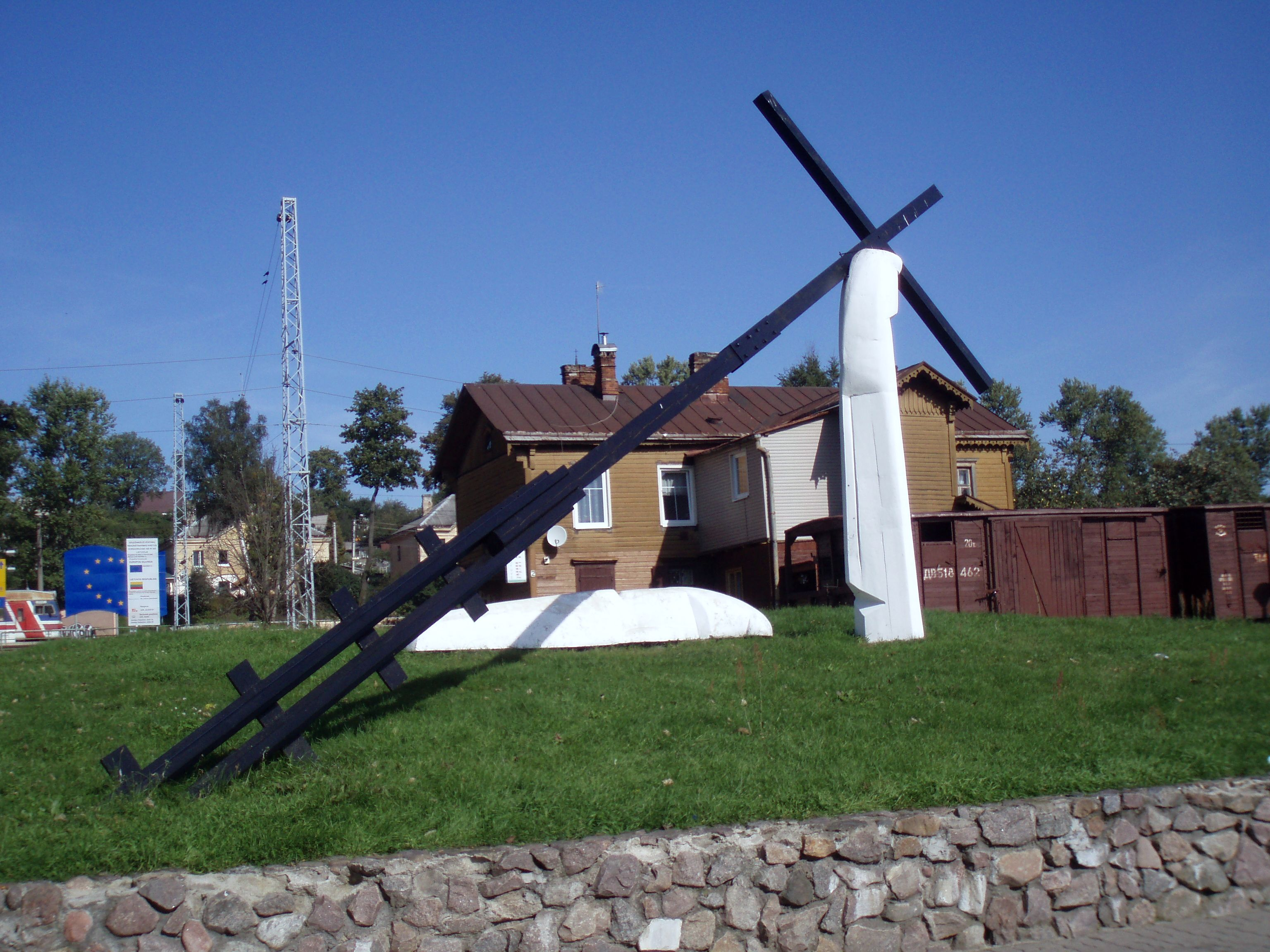
Памятник ссыльным (Науйойи-Вильня, 1991)

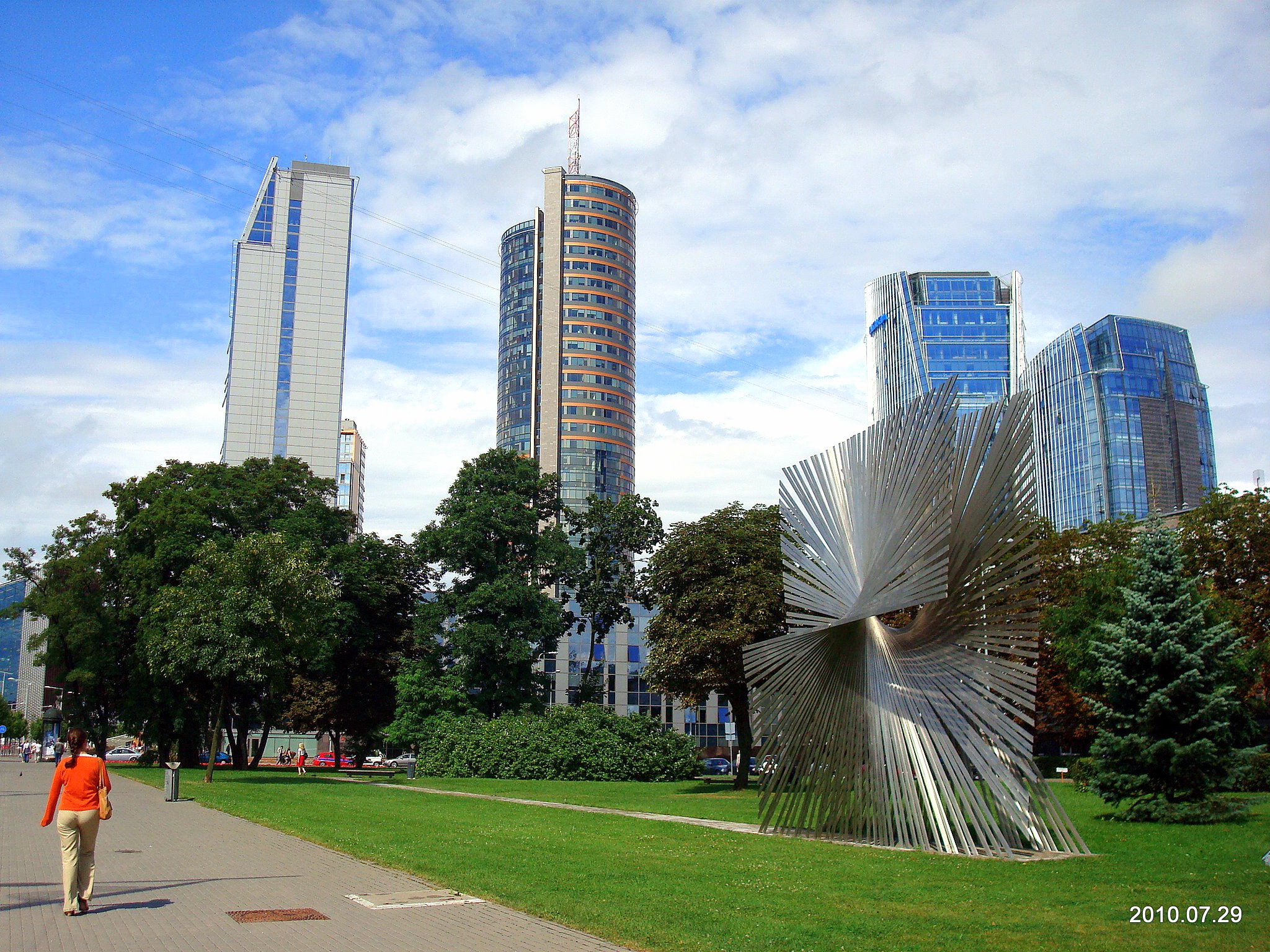
«Свет» (проспект Конституцийос, Вильнюс; 2009)

Автор монументальных и декоративных скульптур «Дружба» („Bičiulystė“, Вильнюс; 1984), «Павлин» („Povas“, Алитус; 1984), «Спокойствие» („Ramybė“, Алитус; 1986), «Перо-крыло» („Plunksna-sparnas“, Алитус; 1987), «Пришествие» („Atėjimas“, Алитус; 1988), «Сердце барана» в селе Ясна-Поляна (Болгария; 1989), «Остров» („Sala“, Тракай; 1990), «Дерево любви» („Meilės medis“ и «Сопротивление» („Rezistencija“) в Горжице (Чехия; 1991), «Чужой» („Svetimas“, Хёер, Дания; 1997), «Время» („Metas“, Дале, Норвегия; 1998), «Источник» („Šaltinis“, Ичхон, Южная Корея; 1999), «Свет» („Šviesa“, в сквере у перекрёстка улицы Калварию и проспекта Конституцийос в Вильнюсе; 2009; архитектор Марюс Моркунас).
Создал несколько памятников – жертвам массовой ссылки в Новой Вильне (1991), пограничнику Гинтарасу Жагунису, погибшему 19 мая 1991 года, в деревне Кракунай Шальчининкского района (2004), партизанам округа Витаутаса в Утене (2009), Матери погибших за независимость Литвы в Каунасе (2010), 555-й годовщине основания Жасляй (2012), королю Миндаугасу и королеве Морте в Аглоне (2015).
Кроме того, создал надгробные памятники (писателя Анзелмаса Матутиса в Алитусе, 1988; профессора Ромуалдаса Лекявичюса на кладбище в Кайренай, Вильнюс, 2012), а также свыше двух тысяч произведений мелкой пластики.